# 백자 ‘천’ ‘지’ ‘현’ ‘황’명 발
백자 '천' '지' '현' '황'명 발(白磁 '天''地''玄''黃'銘 鉢)은 서울특별시 용산구 한남동, 삼성미술관 리움에 있는 조선시대의 백자이다. 1995년 12월 4일 대한민국의 국보 제286호로 지정되었다.

## 개요
조선 전기에 만들어진 백자발 4점으로 크기는 높이 11.1cm, 아가리 지름 21.1cm, 밑 지름 7.9cm 내외이다.
아가리는 밖으로 벌어진 당당한 형태를 보여 주고 있다. 문양은 없고 유약은 잘 녹아 밝은 백색을 띠고 있다. 각각의 굽 안쪽 바닥에는 유약을 긁어서 '천, 지, 현, 황'이라는 글자를 새겼다. 이 글자들은 경복궁 근정전 주위에 왕실에서 쓰던 그릇을 보관하던 창고인, '천자고, 지자고, 현자고, 황자고'가 있어 그 용도를 구분했던 글자가 아닌가 추정된다.
정선된 바탕흙을 사용하였고 고르게 입혀진 유약, 순백의 색깔, 단정한 굽, 가는 모래 받침들로 보아 왕실에서 사용할 고급 자기를 만들기 위해 국가에서 운영하던 경기도 광주지방의 가마에서 만들어진 듯하다.
이 도자기는 조선 전기 백자로서 백자의 계보를 파악하는데 중요한 자료가 된다.

## 참고 문헌
- 백자 ‘천’ ‘지’ ‘현’ ‘황’명 발 - 국가유산청 국가유산포털